# 無錫國學專修學校
無錫國學專科學校是研習國學的高等專門學校，為民國時期著名私立學校。
1920年，無錫國學專修館成立，次年2月開學。1927年改名無錫國學專門學院，同年曾改名無錫國文大學，1929年定名為無錫國學專修學校，唐文治長期擔任校長。抗戰期間遷徙於長沙、桂林、上海等地。
1949年，無錫國專改名私立中國文學院，1950年和江蘇省立教育學院以及國立社會教育學院合並為蘇南文化教育學院；1952年，苏南文化教育学院和东吴大学文理有关系科、江南大学数理有关系科合并，在东吴大学旧址建立苏南师范学院，同年定名为江苏师范学院，1982年改名苏州大学。

## 著名校友
- 吴其昌，历史学家，红学家
- 王蘧常，历史学家，哲学史家
- 唐兰，历史学家，文字学家